# 馮富海
馮富海，中華人民共和國政治、軍事人物，少将軍銜。中國共產黨黨員。
馮富海曾出任中国人民解放军空军司令部作战部副部长、中国人民解放军北部战区空军副司令员、中国人民解放军河北省军区司令员、党委副书记。
2024年1月被驻冀部队补选为河北省第十四届人民代表大会代表，河北省第十四届人大常委会第七次会议确认有效。